# Климяты (Смоленская область)
Климяты — деревня в Демидовском районе Смоленской области России. Входит в состав Слободского сельского поселения. Население — 2 жителя (2007 год).

## География
Расположена в северо-западной части области в 35 км к северо-востоку от Демидова, в 39 км западнее автодороги Р133 Смоленск — Невель, на берегу реки Василевка. В 74 км южнее деревни расположена железнодорожная станция О.п. 430-й км на линии Москва — Минск. 

## История
В годы Великой Отечественной войны деревня была оккупирована гитлеровскими войсками в июле 1941 года, освобождена в сентябре 1943 года.

## Известные люди
- Григо́рий Фёдорович Фёдоров (1878—1913) — член Государственной думы Российской империи от Смоленской губернии, герой русско-японской войны, полный Георгиевский кавалер.